# Adesmia bracteata
Adesmia bracteata es una especie de planta floral del género Adesmia, categorizada en la tribu Dalbergieae, de la subfamilia Faboideae.

## Distribución
Especie nativa de Chile. Crece en el bioma subtropical.

## Taxonomía
Fue descrita por Hook. & Arn. y publicada en Bot. Misc. 3: 193 (1833).
Sinónimos homotípicos
- Patagonium bracteatum (Hook. & Arn.) Kuntze.[1]